# La Commune, groupe révolutionnaire socialiste
 (mai 2025).
Pour les articles homonymes, voir Commune (homonymie).

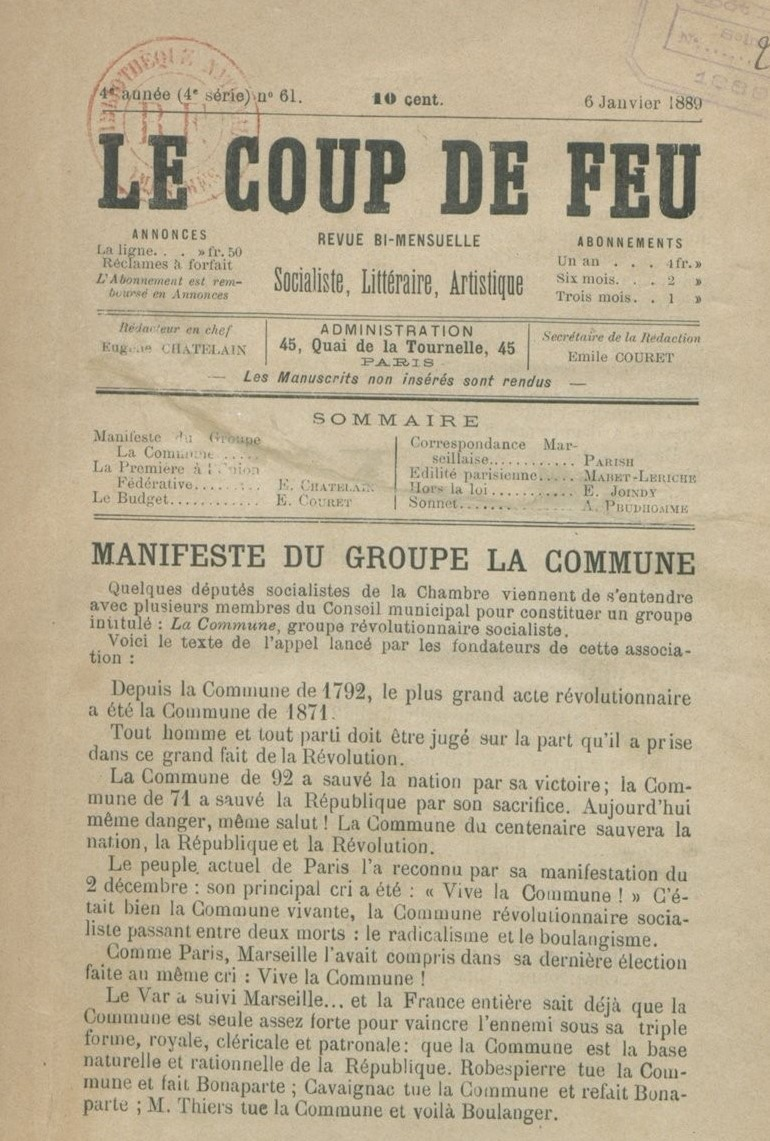
Manifeste du groupe La Commune paru le 1er janvier dans Le Coup de Feu de Eugène Châtelain.

La Commune : groupe révolutionnaire socialiste, est un éphémère groupe parlementaire à la Chambre des députés formé le 30 décembre 1888 par Félix Pyat, d'anciens membres de la Commune de Paris et des socialistes.

## Histoire

### Création et déclarations
Quelques semaines avant les élections du 27 janvier 1889 et avec l'intention de s'opposer autant aux radicaux qu'aux boulangistes, Félix Pyat fonde en fin décembre 1888 le groupe parlementaire "La Commune". Ce groupe d'une vingtaine de membres (variant selon les listes) est essentiellement composé d'anciens élus ou membres de la Commune de Paris de 1871 comme le délégué à la justice Eugène Protot ou le général Gustave Paul Cluseret. Ce groupe, selon Alexandre Zévaès, était "à peu près imaginaire" et n'a eu aucune influence durable. 

Dans son manifeste publié le 1er janvier 1889, le groupe écrit que "depuis la Commune de 1792, le plus grand acte révolutionnaire a été la Commune de 1871" et que "tout homme et tout parti doit être jugé sur la part qu'il a pris dans ce grand fait de Révolution". Ils revendiquent le principe de la Commune contre le boulangisme présenté comme un retour du bonapartisme. Ils écrivent :
"Pas de République sans Commune ; la Commune est la petite République comme la République est la Commune (…) Non plus de sectes, le peuple. Plus de classes, la masse, une et indivisible. Ni premier, ni Tiers-État. La concentration révolutionnaire ne peut se faire ni rue Cadet, ni rue de Sèze, mais à l'Hôtel de Ville (…) Le droit humain et non le droit divin ; les droits de l'homme et du citoyen…bref, l'individu libre dans la Commune ; la Commune libre dans la nation ; la nation libre dans l'humanité…Tout l'idéal de la Révolution."

### Résurgences
Après avoir échoué aux élections à Paris, Eugène Protot reconstitue le groupe avec Prosper Quiniou (ex-commandant du 133e bataillon de fédérés) et quelques anciens combattants de la Commune. Ils utilisent le nom de "Commune révolutionnaire" pour signer leurs brochures et tracts visant à attaquer "les tendances impérialistes et pangermanistes des marxistes" et plus spécifiquement Paul Lafargue et Jules Guesde qu'ils accusent d'être un "agent salarié de l’Allemagne" et un  antipatriote. Dans une interview au journal L'Éclair en 1892, Protot explique dit que : 
"En réalité, tous ces socialistes à l'eau de rose sont des agents de l'Empire, qui viennent chez nous porter le trouble et le désordre, alors que chez eux ils restent les plus enragés chauvins, les plus enthousiastes patriotes"
ou encore que dans le contexte de la fête du 1er mai que Protot et son groupe attaquent : 
"Abstenez-vous ; nous vous en adjurons. Vous (la classe ouvrière française) n'avez rien en commun avec eux (les socialistes allemands). Vous êtes pour la liberté ; ils sont pour l'autorité. Vous êtes égalitaires ; ils sont esclavagistes. Vous êtes libre-penseurs ; ils sont mômiers. Vous êtes pour la raison ; ils sont pour Notre-Dame. Vous voulez la fraternité des peuples ; ils préparent l'hégémonie de l'Allemagne".
Il est à noter que, toujours selon Alexandre Zévaès, "les manifestes et tracts de Protot passent complètement inaperçus".

## Membres connus
- Félix Pyat
- Eugène Protot
- Gustave Paul Cluseret
- François Planteau
- Eugène Chatelain
- Gaston Cougny
- François-Charles Ostyn
- Henri-Blaise Chassaing
- Paul Champoudry
- Ernest Ferroul
- Joseph Martelet
- B. Closmadeuc
- Augustin Daumas
- Gravier
- Frédéric Mijoul
- Henry Marsoulan
- Raoul Urbain
- Paul Bricon
- Fesneau
- Prosper Quiniou
- Rousseau
- Adolphe Royannez